# The Ting Tings
The Ting Tings es un dúo británico de indie pop, nominado a un premio Grammy e integrado por Jules de Martino (batería, guitarra principal, bajo, voz, piano) y Katie White (voz, guitarra, bajo, bombo, cencerro); se formaron en diciembre de 2007. 
Hasta la fecha han lanzado cuatro sencillos bajo la discográfica Columbia Records del Reino Unido, incluyendo "That's Not My Name", que llegó al puesto #1 en el UK Singles Chart el 18 de mayo de 2008. Su álbum debut We Started Nothing fue lanzado el 19 de mayo de 2008 y alcanzó el puesto n.º 1 en el Reino Unido. El álbum ha vendido más de dos millones de copias y cuatro millones en sencillos en todo el mundo. En febrero de 2012 lanzaron su segundo álbum de estudio, titulado Sounds from Nowheresville.

## Historia

### Comienzos (2007-2008)

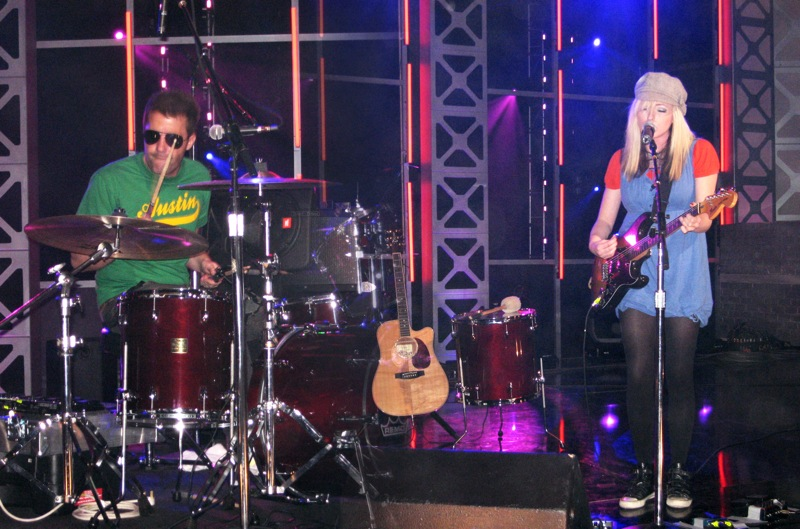
The Ting Tings en vivo en el festival South by Southwest en 2008

Jules de Martino y Katie White se conocieron en un estudio de Londres cuando ambos estaban ensayando cada uno por su lado y comenzaron a bromear por el acento de su inglés, típicamente de Mánchester (dicho por ella misma en el programa "Sesiones" de Sony Entertainment TV Latinoamérica, conducido por Alejandro Franco). Desde entonces han compartido una ambición que gravita entre el rock y el pop.
Tras haber abandonado otras agrupaciones, Katie White y Jules De Martino volvieron a lo básico dejando atrás todo lo que sabían de lo que le gustaba al público y a las discográficas para ser ellos mismos.
A pesar de llevar escribiendo música juntos desde hacía 4 años, no fue sino hasta el 2007 que permitieron que sus opuestas herencias musicales se mezclaran y construyeran la base del grupo, Katie modificó la actitud escéptica de Jules sobre el valor de la música pop y a cambio, él la llevó a muchas otras facetas y poco a poco se encargó de orientarla hacia el dominio de la guitarra. 
En ese tiempo, Katie trabajaba en una boutique con una persona de origen asiático, que se llamaba “Ting Ting” que significa en mandarín “band stand”. “Me pareció encantador desde el primer momento que lo escuché,” recuerda Katie. “Pensé que también podía referirse a un sonido innovador o a una mente abierta… Ya sabes, como cuando oyes un “ting” en tu cabeza al tener una buena idea”. A Jules le gustó la idea de llamarse The Ting Tings pues de ese modo, había dos “ting”, justo el número de integrantes que compondrían la banda. Y como el sonido de una campana, el nombre contenía también perfección rítmica y onomatopéyica.
“Puedes notarlo, tenemos el toque exacto de percusiones”, dijo Jules refiriéndose a uno de los elementos que distinguen a The Ting Tings y que los ha llevado a ser calificados de ‘la banda más interesante de Inglaterra, de acuerdo con la NME, una revista musical de alto prestigio en ese mismo país.
De Martino declaró en una entrevista: 

"Un día Katie estaba tocando un acorde D que yo le había enseñado, y estaba haciéndolo muy mal. Se puso a agitar la guitarra, a rasgarla, a gritar y a perder el control. Creo que ese fue el momento clave. Encontramos nuestra energía en medio de un mal acorde; que con la práctica y haciéndolo consciente se convirtió en "Great DJ" y nos puso en nuestro camino"

Siendo personajes frecuentes de The Islington Mill en Salford, Katie y Jules se encontraban naturalmente inmersos en un ambiente creativo. Este es un sitio que alberga artistas, músicos, fotógrafos, escultores y otros practicantes de diversas artes, y fue allí donde tocaron su primer show. Para la tercera presentación, habían llamado la atención de los sellos discográficos.
Lo primero que circuló en el mundo de la música de Ting Tings fue una versión de "That's Not My Name", a principios del 2007. Lanzado por ellos mismos, fabricado manualmente, y muy limitado, el tema encontró su camino a través del país y empezó a generar más expectativa. “Fruit Machine” empezó a sonar en el otoño mientras la banda realizaba 4 shows en Salford (en el The Mill, naturalmente), Londres, Berlín y su primera presentación en Nueva York.
Con un contrato ya establecido en el verano, pero el deseo de continuar con lo que habían iniciado, The Ting Tings pidieron total control sobre cómo se usaría su música. No fue sino hasta marzo del 2008 que la canción "Great DJ" empezó a recibir sus primeras tocadas en la radio. 
En ese momento, la banda se esforzó en mantener el control artístico y pidió a sus fanes que les enviaran los sencillos en formato de disco de vinilo que hicieron tiempo atrás para integrar esas versiones en el álbum de estudio.

### We Started Nothing(2008-2010)

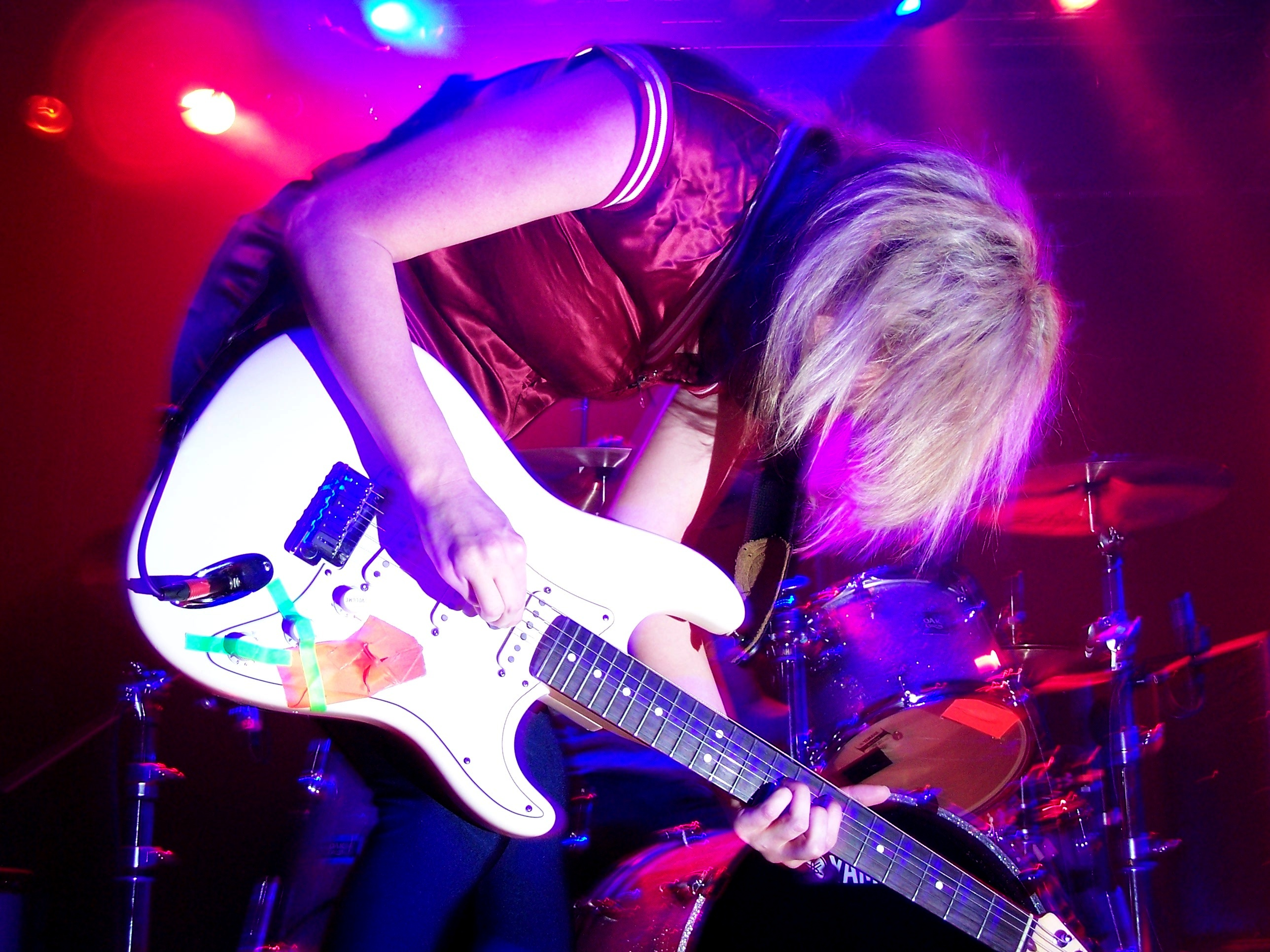
Katie White en Atlanta (2009)

El álbum debut de la banda, We Started Nothing, fue lanzado el 13 de mayo de 2008, pero se filtró en internet el 19 de mayo de 2008. Poco después del lanzamiento del álbum, la banda publicó un comunicado en la red social MySpace en donde se dijo a los fanes que su sencillo "That's Not My Name", había alcanzado el puesto número 1 en las listas de sencillos del Reino Unido. La declaración fue para animar a los aficionados a comprar copias legales del disco con el fin de mantenerlo en la posición superior de las listas Sunday Chart. 
La banda llegó a obtener el número 1 en el UK Singles Chart el 18 de mayo de 2008, y la canción "We Started Nothing" escaló casi inmediatamente a lo más alto de la UK Album Chart, alcanzado el primer puesto del mismo el 25 de mayo de ese año. Por dichos éxitos, la NME los denominó "el mejor grupo pop producido en Reino Unido de los últimos 20 años".
The Ting Tings se presentó en el iTunes Live Festival de Londres en la discoteca KOKO, el 9 de julio de 2008, y la actuación fue lanzada como un EP para descargar en la tienda de iTunes con el título de iTunes Live: London Festival '08. Sus sencillos "Shut Up and Let Me Go" y "We Started Nothing", fueron protagonistas de la serie Gossip Girl, mientras que la canción "Be the One" fue incluida en la serie de televisión One Tree Hill. Su sencillo "Great DJ" fue incluido en los tráileres de teatro para la comedia de Anna Faris, The House Bunny, y la película ganadora del Oscar, Slumdog Millionaire, y recientemente en la comedia de Edgar Wright, Scott Pilgrim vs the World. 
The Ting Tings fue uno de los cuatro artistas que tocaron pequeños interludios que constan de remixes de éxitos pasados en los MTV Video Music Awards de 2008. Tocaron una sección de "Shut Up and Let Me Go", con el baterista de Blink-182, Travis Barker y DJ AM. También ganaron el mejor video del Reino Unido por su sencillo "Shut Up and Let Me Go".
La banda realizó una gira por Australia y Nueva Zelanda a principios de 2009 como parte del festival musical Big Day Out Festival. También recorrieron Singapur como parte de la contraparte nocturna del festival, Big Night Out, y la gira continuó desde México hasta Argentina.
Columbia Records anunció el 16 de enero de 2009 que la versión estadounidense de "That's Not My Name" sería lanzada para el 27 de enero de 2009 y una gira de conciertos entre marzo y abril. En mayo de 2009, su álbum ganó un Premio Ivor Novello como mejor álbum. En junio de 2009 volvieron a tocar el Festival de Glastonbury, el otro escenario la noche del viernes, el sábado, British Hip-Hop, donde el artista Dizzee Rascal abrió su concierto en el Pyramid Stage con una versión de "That's Not My Name". 
El grupo estuvo de gira por los Estados Unidos nuevamente en apoyo a Pink en su gira Funhouse Tour, y el 2 de diciembre de 2009 fueron nominados como mejor artista nuevo en los Premios Grammy.

### Sounds from Nowheresville(2010-2012)
La banda comenzó a escribir su segundo álbum de estudio en París, Francia. El álbum fue grabado durante un período de ocho meses en el sótano de un club de jazz antiguo en el área de Friedrichshain, en Berlín. Jules De Martino afirmó que eligieron Berlín "para tener completa libertad, una locura", mientras que Katie White también dijo que deseaba "aislarse". De acuerdo con De Martino: 

"Tuvimos que encontrar un nuevo reto y esconderse en Berlín era el lugar perfecto porque nuestros amigos no están ahí, nuestras familias no están ahí y nuestra compañía de discos no está allí, así que nadie nos molestó. Yo creo que si hubiéramos vuelto de Manchester habría sido un desastre."

Desde entonces, se ha informado de que el rapero Jay-Z colabora en el nuevo disco. El dúo habría sido asistido por el sello discográfico de Rihanna, y con su voz ha contribuido en una canción para el próximo álbum. El álbum incluye una mezcla de estilos, y en una entrevista, De Martino explicó:. "Queríamos hacer un disco que tenga tanta variedad que si lo escucharas podrías cerrar los ojos y pensar: '¿Es esta la misma banda en cada canción? Simplemente no tenía miedo y quería hacer un disco que fuese como una compilación de mp3." 
De Martino señaló que las influencias en Kunst incluyen Fleetwood Mac, Pet Shop Boys, y el TLC. Fue descrito por el escritor galés April Welsh como "un disco brillante con la perfección pop pulido. Que van desde el folk acústico de electro, R&B y, por supuesto, rock and roll." El álbum fue auto-producido, y White explicó: "Estamos locos y fuera de control. No creía que podríamos trabajar con cualquier otra persona, hubiéramos tenido un ataque al corazón si ellos hubieran cambiado un poco." 

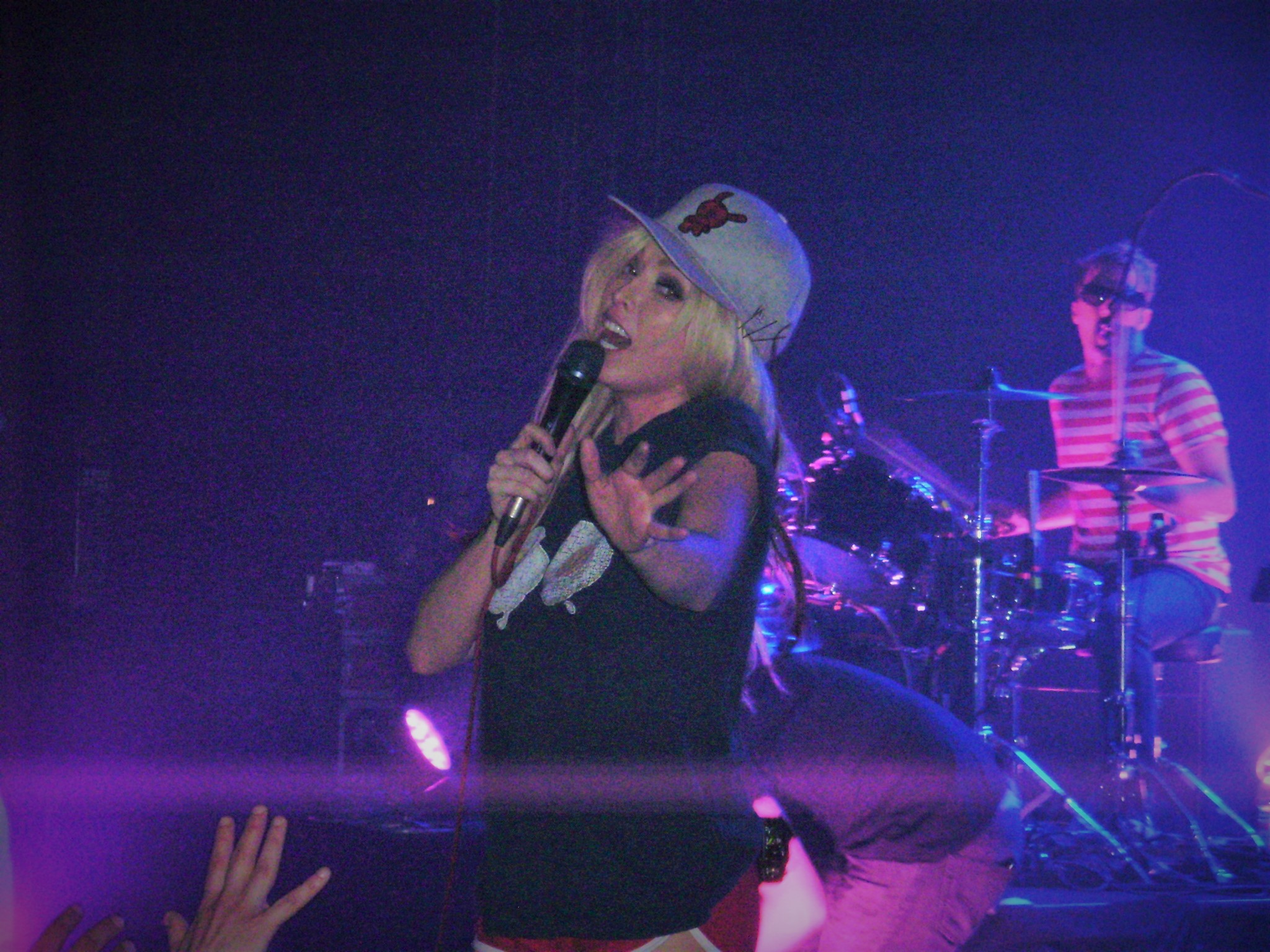
The Ting Tings en el Teatro Teletón de Santiago (Chile), en 2012

En abril de 2010, White y De Martino actualizaron su blog para anunciar que había nueve canciones nuevas para el álbum. En mayo, enviaron un mensaje para decir que casi había terminado la grabación de las voces principales en su álbum. Se puso de manifiesto en enero de 2011 que diez canciones iban a estar en el álbum, pero que desde su regreso al Reino Unido se habían grabado más canciones que querían ser incluidas en el disco.
El primer sencillo, "Hands", la primera canción que fue escrita para el álbum, fue lanzado el 11 de octubre de 2010. Fue remezclada por Calvin Harris y escrita por el dúo. El 18 de agosto de 2010, "Hands" se estrenó en la BBC Radio 1 y le siguió el lanzamiento oficial del video musical, el 5 de septiembre de 2010. El sencillo fue lanzado en el Reino Unido el 11 de octubre de 2010, en el que debutó en el número 29 en el UK Singles Chart, y también encabezó las listas Dance de Billboard.
A principios de 2010, se informó que el álbum sería llamado Kunst. De Martino explicó que el nombre fue tomado de una sala de masajes cerca de su estudio llamado "Massage Kunst": "Hemos tomado una foto de nosotros parados afuera, con el brazo de Katie a lo largo de la S y la envió a la etiqueta que decía:". Aquí está la manga delante "No cayó muy bien". La banda más tarde anunció que había sido solo un título de trabajo y que el nombre definitivo aún no se había decidido. Más tarde se dijo en broma que en vez de eso se llamaría Cocks. 
El 8 de julio de 2011, se declaró en su cuenta de Twitter y Facebook que el álbum está programado para su lanzamiento en octubre de 2011. En julio, en el DCode Festival en Madrid, se realizaron tres nuevas canciones "Silence", "Hang It Up" y "Hit Me Down Sonny", que pueden aparecer en el nuevo álbum, además de la grabación del video musical de "Silence".
Jules a través de Twitter confirmó que su segundo álbum se llamará Sounds from Nowheresville. Se retrasó su lanzamiento hasta febrero de 2012.
Luego del lanzamiento de su segundo disco, el cual no obtuvo el éxito esperado, iniciaron una pequeña gira por Inglaterra, Estados Unidos y América Latina, entre otras partes del mundo.

### Super Critical(2012-2014)
El dúo británico volvió a los estudios de grabación que habían montado en Ibiza a principios de 2013 para comenzar la grabación de un tercer disco. Luego en mayo, anunciaron que Andy Taylor, integrante de Duran Duran, sería el productor del nuevo material.
En octubre viajaron a Los Ángeles, Estados Unidos, para finalizar la mezcla y grabación del disco, el cual se espera que salga a la luz a comienzos del 2014.
Luego de estar fuera de escena, tanto musical como virtualmente hablando, regresaron con un inesperado anuncio en su cuenta oficial de Twitter a fines de abril de 2014, presentando una nueva canción después de casi dos años sin material nuevo: se trata de "Wrong Club" y está disponible para descargar en su canal de SoundCloud .
El álbum titulado "Super Critical" fue finalmente lanzado el 27 de octubre de 2014.

## Miembros

### Katie White
Katherine Rebecca White (n. en 1983 en Lowton, cerca de Leigh, Gran Mánchester) es una cantante y guitarrista inglesa. Luego de un breve éxito con su trío femenino de punk TKO, su padre le presentó a Jules De Martino para componer temas para su banda. Finalmente ella y De Martino formaron la agrupación pop The Ting Tings.

### Jules De Martino
Julian "Jules" De Martino (n. en 1967 en Londres Este) empezó a tocar la batería desde los 13 años. Firmó un contrato con Morrison Leahy Music para formar la banda Mojo Pin después de ser influenciado por el artista Jeff Buckley. La banda lanzó los sencillos "You" y "My Imagination", con Lowlife Records. Viajó con la banda Irlandesa The Big Geraniums en 1997.

## Discografía

### Álbumes de estudio
| 2008                                                 | We Started Nothing - Lanzamiento: 16 de mayo de 2008 - Sello: Columbia (#88697313342) - Formato: LP, CD, CD/DVD, descarga digital           | 1  | 22 | 21 | 59 | 3  | 20 | 28 | 78 | 7 | 8 | - AUS: Oro - UK: 2× Platino - IRL: Platino |
| 2012                                                 | Sounds from Nowheresville - Lanzamiento: 27 de febrero de 2012 - Sello: Columbia (#88691944122) - Formato: LP, CD, CD/DVD, descarga digital | 23 | 51 | 59 | 50 | 44 | 53 | 12 | 87 | — | — |                                            |
| 2014                                                 | Super Critical - Lanzamiento: 27 de octubre de 2014 - Sello: Finca Records - Formato: LP, CD, CD/DVD, descarga digital                      |    |    |    |    |    |    |    |    |   |   |                                            |
| "—" indica que no ingresó en la lista en dicho país. | |    |    |    |    |    |    |    |    |   |   |                                            |

### EP
| Año  | Álbum |
| ---- | --- |
| 2008 | iTunes Live: London Festival '08[A] - Lanzamiento: 26 de agosto de 2008 - Sello: Sony BMG - Formato: Descarga digital |
| 2008 | Live from SoHo[A] - Lanzamiento: 13 de septiembre de 2008 - Sello: Sony BMG - Formato: Descarga digital               |
| 2008 | Live at Lollapalooza 2008[A] - Lanzamiento: 30 de septiembre de 2008 - Sello: Sony BMG - Formato: Descarga digital    |

Notas
- A ^ Lanzamiento exclusivo a través de iTunes[36]

### Sencillos
| Año  | Canción                 | Posición en las listas | Posición en las listas | Posición en las listas | Posición en las listas | Posición en las listas | Posición en las listas | Posición en las listas | Posición en las listas | Posición en las listas | Posición en las listas | Certificaciones                               | Álbum                     |
| Año  | Canción                 | UK                     | AUS                    | BEL                    | ALE                    | IRL                    | HOL                    | SUI                    | US                     | US Dance               | US Alt.                | Certificaciones                               | Álbum                     |
| ---- | ----------------------- | ---------------------- | ---------------------- | ---------------------- | ---------------------- | ---------------------- | ---------------------- | ---------------------- | ---------------------- | ---------------------- | ---------------------- | --------------------------------------------- | ------------------------- |
| 2007 | "Fruit Machine"[B]      | —                      | —                      | —                      | —                      | —                      | —                      | —                      | —                      | —                      | —                      |                                               | We Started Nothing        |
| 2008 | "Great DJ"              | 33                     | 52                     | 47                     | —                      | 35                     | —                      | —                      | —                      | 3                      | —                      |                                               | We Started Nothing        |
| 2008 | "That's Not My Name"    | 1                      | 8                      | 48                     | 42                     | 2                      | 59                     | 56                     | 39                     | 4                      | 32                     | - AUS: Platino - UK: Plata - EE. UU.: Platino | We Started Nothing        |
| 2008 | "Shut Up and Let Me Go" | 6                      | 44                     | 31                     | 43                     | 9                      | 65                     | 48                     | 55                     | 1                      | 34                     | - EE. UU.: Platino                            | We Started Nothing        |
| 2008 | "Be the One"            | 28                     | —                      | —                      | —                      | —                      | —                      | —                      | —                      | —                      | —                      |                                               | We Started Nothing        |
| 2009 | "We Walk"               | 58                     | —                      | 58                     | —                      | 41                     | 73                     | —                      | —                      | —                      | —                      |                                               | We Started Nothing        |
| 2010 | "Hands"                 | 29                     | 57                     | 26                     | —                      | —                      | —                      | 70                     | —                      | 1                      | —                      |                                               | Sounds from Nowheresville |
| 2012 | "Hang It Up"            | 124                    | —                      | 37                     | —                      | —                      | —                      | —                      | —                      | —                      | —                      |                                               | Sounds from Nowheresville |
| 2012 | "Silence"               | —                      | —                      | —                      | —                      | —                      | —                      | —                      | —                      | —                      | —                      |                                               | Sounds from Nowheresville |
| 2012 | "Hit Me Down Sonny"     | —                      | —                      | —                      | —                      | —                      | —                      | —                      | —                      | —                      | —                      |                                               | Sounds from Nowheresville |

Notas
- B ^ Relanzado en edición limitada como disco de vinilo[45]
- C ^ Relanzado como descarga digital en iTunes.

### Videoclips
| Año  | Título                                 | Director(es)    |
| ---- | -------------------------------------- | --------------- |
| 2007 | "That's Not My Name" (Primera versión) | Sophie Muller   |
| 2008 | "Great DJ"                             | Rachel Reupke   |
| 2008 | "That's Not My Name" (Segunda versión) | David Allain    |
| 2008 | "Shut Up and Let Me Go"                | Alexand Liane   |
| 2008 | "Be the One"                           | Keith Schofield |
| 2009 | "That's Not My Name" (Tercera versión) | AlexandLiane    |
| 2009 | "We Walk"                              | Ben Ib          |
| 2010 | "Hands"                                | Warren Fu       |
| 2011 | "Hang It Up"                           | Dan Gable       |
| 2011 | "Silence" (Bag Raiders Remix)          | Dan Gable       |

## Premios y nominaciones
| MTV Video Music Awards 2008 - Video del Año – "Shut Up and Let Me Go" – Nominado - Mejor Video Británico – "Shut Up and Let Me Go" – Ganador Vodafone Live Music Awards 2008 - Mejor Actuación en vivo – Ganador BT Digital Music Awards 2008 - Mejor Artista Pop – Nominado Q Awards 2008 - Mejor Artista Nuevo – Nominado - Mejor Canción – "That's Not My Name" – Nominado - Mejor Video – "That's Not My Name" – Nominado MTV Europe Music Awards 2008 - Mejor Artista Británico – Nominado UK Festival Awards - Mejor Artista Pop – Ganador - Mejor Artista Nuevo – Ganador - Artista del Verano – Ganador mtvU Woodie Awards 2008 - Mejor Presentación en vivo – Nominado | Nickelodeon UK Kids Choice Awards 2008 - Canción Favorita – Nominado Triple J Hottest 100 2008 - "Shut Up and Let Me Go" – posición 78 - "That's Not My Name" – posición 9 XFM New Music Awards 2008 - Mejor Álbum Debut – We Started Nothing – Nominado BRIT Awards 2009 - Mejor Artista Británico – Nominado - Mejor Álbum Británico– We Started Nothing – Nominado NME Awards 2009 - Mejor Canción – "That's Not My Name" – Nominado MTV Australia Awards 2009 - Mejor Presentación en vivo – Nominado Ivor Novello Awards 2009 - Mejor Álbum – We Started Nothing – Ganador - Mejor Canción Contemporánea – "That's Not My Name" – Nominado | Border Breakers Awards - Mejor Álbum – We Started Nothing – Ganador Glamour Women of the Year 2009 - Mejor Artista Nuevo – Nominado - Artista Británico del Año – Nominado Premios Oye! 2009 - Artista Inglés del Año - Nominado Grammy Awards 2010 - Mejor Artista Nuevo – Nominado MP3 Music Awards 2009 - The MIC Award (Music / Industry / Choice) – Nominado IDMA 2009 - Mejor Canción Alternativa/Rock – Shut Up and Let Me Go – Nominado - Mejor Artista Revelación – Ganador |